# Bogdan Bogdanović (architekt)
Bogdan Bogdanović, cyr. Богдан Богдановић (ur. 20 sierpnia 1922 w Belgradzie, zm. 18 czerwca 2010 w Wiedniu) – serbski i jugosłowiański architekt, rzeźbiarz, filozof i urbanista, w latach 1982–1986 burmistrz Belgradu.

## Życiorys
Pochodził z rodziny o tradycjach lewicowych. Był synem krytyka literackiego i dyrektora Teatru Narodowego Milana Bogdanovicia i Milevy z d. Mihajlović. W 1940 rozpoczął studia z zakresu architektury na Uniwersytecie Belgradzkim. W czasie wojny działał w ruchu oporu i przyłączył się do partii komunistycznej. W czasie walk we wschodniej Bośni został ciężko ranny.
Po zakończeniu wojny kontynuował studia architektoniczne, które ukończył w 1950 i rozpoczął pracę jako asystent w Instytucie Urbanizmu. W 1960 uzyskał stopień docenta, a w 1973 profesora. W 1970 objął funkcję dziekana Wydziału Architektury Uniwersytetu Belgradzkiego. Był członkiem Serbskiej Akademii Nauk i Sztuk (SANU), a od 1964 przewodniczącym Jugosłowiańskiego Związku Architektów.
W 1982 objął stanowisko burmistrza Belgradu. Jego kandydaturę zgłosił Ivan Stambolić – ówczesny przewodniczący Związku Komunistów Serbii. W ciągu czteroletnich rządów w mieście zorganizował konkurs międzynarodowy na projekt przebudowy Nowego Belgradu – obszaru położonego na lewym brzegu Sawy. W 1986 z poparciem Slobodana Miloševicia został mianowany członkiem Komitetu Centralnego Związku Komunistów Jugosławii. Miał przyjąć to stanowisko pod warunkiem, że nie będzie musiał uczestniczyć w posiedzeniach Komitetu z uwagi na ważniejsze sprawy do zrobienia. W następnym roku skierował liczący ponad 60 stron list do Miloševicia oskarżając go o nacjonalistyczną retorykę i metody stalinowskie. List stał się przyczyną wyrzucenia Bogdanovicia z partii i pogróżek skierowanych przeciwko artyście. W czasie wojny w Jugosławii 1992-1995 z uwagi na postawy antynacjonalistyczne Bogdanović stał celem kampanii oszczerstw w serbskich mediach.
W 1993 przeniósł się wraz z żoną Kseniją do Austrii, gdzie spędził ostatnie lata życia. Zmarł na atak serca w szpitalu w Wiedniu.

## Twórczość
Był autorem ponad 20 prac poświęconych współczesnej urbanizacji i kształtowaniu przestrzeni miejskiej. Twórca kilkudziesięciu pomników poświęconych w większości jugosłowiańskim ofiarom II wojny światowej.

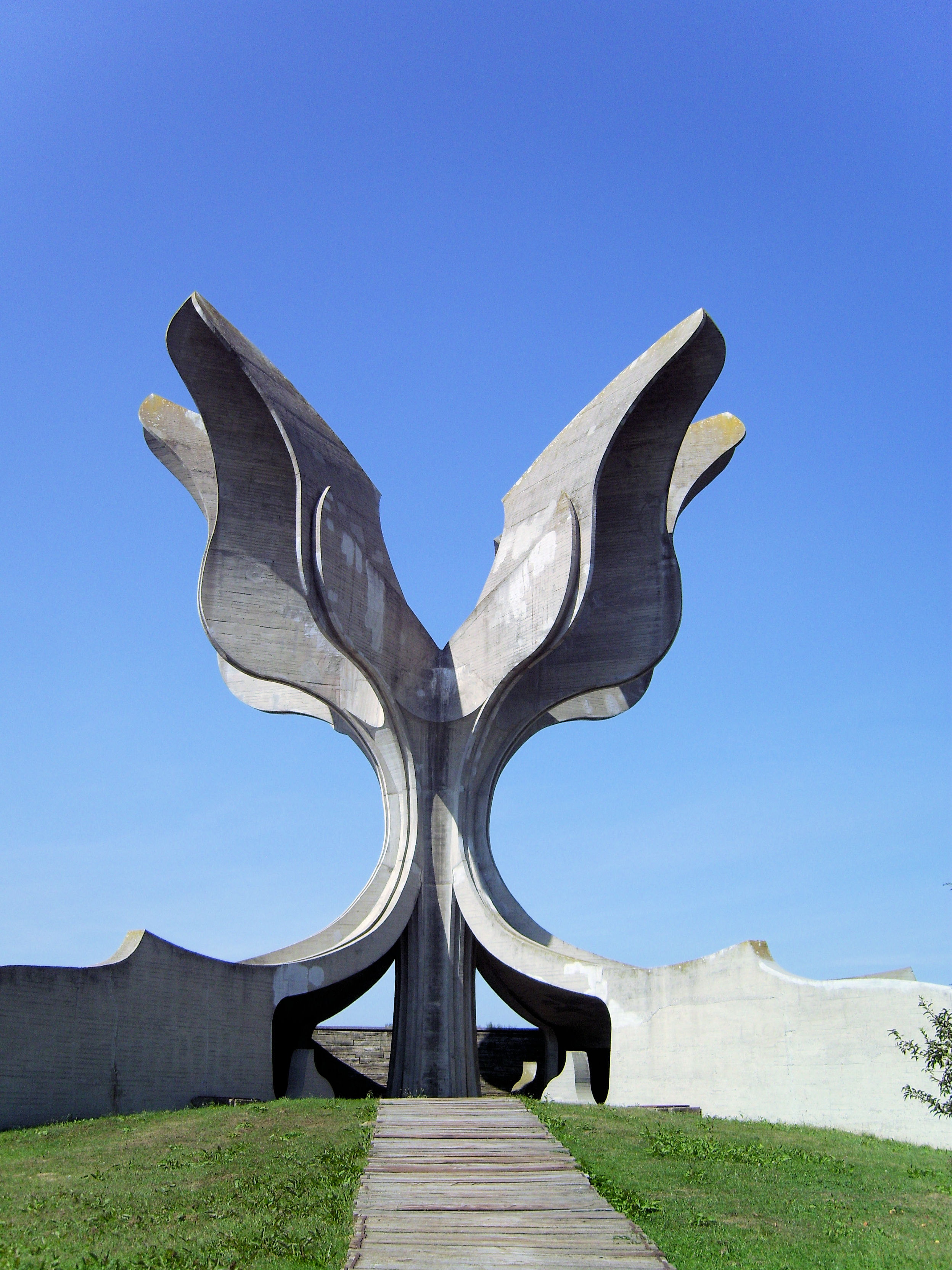
Pomnik Kamienny Kwiat w Jasenovacu

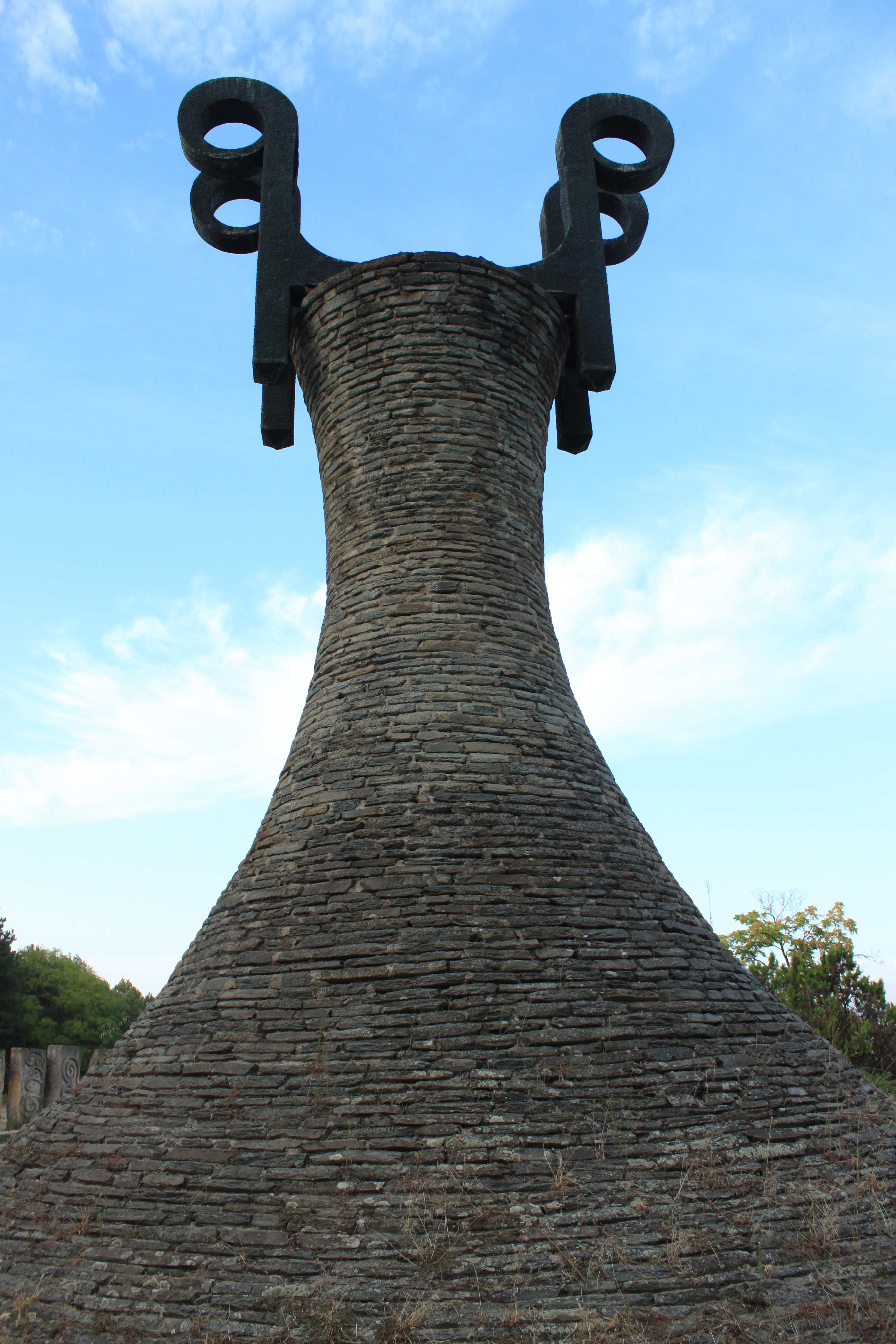
Park Pamięci Rewolucji w Leskovacu

### Projekty
- 1951-1952: Pomnik Żydów ofiar faszyzmu w Belgradzie
- 1959-1960: Pomnik ofiar faszyzmu w Sremskiej Mitrovicy
- 1959-1965: Cmentarz partyzantów w Mostarze
- 1960-1965: Park Pamięci w Kruševacu
- 1960-1973: Pomnik partyzantów serbskich i albańskich w Kosowskiej Mitrowicy
- 1966: Pomnik Kamienny Kwiat ku czci ofiar obozu w Jasenovacu
- 1969-1974: Park pamięci ofiarom rewolucji w Sztipie
- 1969-1981: Park pamięci Garavice w Bihaciu
- 1970-1980: Park pamięci poległych w walce w Čačaku
- 1971: Park pamięci Rewolucji w Leskovacu
- 1972-1977: Pomnik wolności w Berane
- 1978-1980: Park pamięci Dudik w Vukovarze

### Dorobek pisarski
- 1958: Mali urbanizam
- 1966: Urbanističke mitologeme
- 1976: Urbs & logos: ogledi iz simbologije grada
- 1982: Gradoslovar
- 1984: Zaludna mistrija: doktrina i praktika bratstva zlatnih (crnih) brojeva
- 1988: Mrtvouzice: mentalne zamke staljinizma
- 1990: Knjiga kapitela
- 1994: Grad i smrt
- 2001: Glib i krv
- 2001: Grad i budućnost

## Nagrody i wyróżnienia
- 1961: Nagroda miasta Belgradu za pomnik Sremskiej Mitrovicy
- 1966: Złoty Medal Miasta Belgrad
- 1973: Honorowe wyróżnienie na Biennale Sztuki w São Paulo
- 1989: Nagroda Piranesi
- 1997: Nagroda im. Herdera
- 2007: Nagroda Carlo Scarpy za projekt Parku Pamięci w Jasenovacu

## Pamięć
W 100 rocznicę urodzin Bogdanovicia w bibliotece miejskiej w Belgradzie otwarto wystawę prezentującą dorobek artystyczny rzeźbiarza i architekta. Jego imię nosi jedna z ulic w belgradzkiej dzielnicy Zvezdara.